# Bintou N'Diaye
Pour les articles homonymes, voir N'Diaye.
Bintou N'Diaye, née en 1975, est une athlète sénégalaise. 

## Biographie
Bintou N'Diaye est médaillée d'argent du relais 4 × 100 mètres aux championnats d'Afrique 2000 à Alger.